# Rincón (piłkarz)
Rincón, właśc. Carlos Eduardo de Castro Lourenço (ur. 31 maja 1987 w São Paulo) – brazylijski piłkarz występujący na pozycji obrońcy. Obecnie gra w drużynie Troyes AC.

## Kariera piłkarska
Rincón jest wychowankiem São Paulo FC.
W 2006 roku zawodnik podpisał kontrakt z Interem Mediolan. W Serie A nie zagrał jednak ani razu, gdyż do 2010 roku był wypożyczany do Empoli FC (także wówczas w Serie A), Ancony i Piacenzy. W barwach dwóch ostatnich rozegrał w sumie 60 spotkań w Serie B i strzelił 2 bramki.
Przed sezonem 2010/2011 Rincón trafił do Chievo Werona.
| Sezon   | Klub                   | Kraj    | Rozgrywki | Mecze | Bramki | Rozgrywki Europy | Mecze | Bramki |
| ------- | ---------------------- | ------- | --------- | ----- | ------ | ---------------- | ----- | ------ |
| 2006/07 | Inter Mediolan         | Włochy  | Serie A   | 0     | 0      | –                | –     | –      |
| 2006/07 | Empoli FC (wyp.)       | Włochy  | Serie A   | 4     | 0      | –                | –     | –      |
| 2007/08 | Empoli FC (wyp.)       | Włochy  | Serie A   | 13    | 5      | Liga Europy UEFA | 2     | 0      |
| 2008/09 | Ancona Calcio (wyp.)   | Włochy  | Serie B   | 27    | 1      | –                | –     | –      |
| 2009/10 | Piacenza Calcio (wyp.) | Włochy  | Serie B   | 33    | 1      | –                | –     | –      |
| 2010/11 | Chievo Werona          | Włochy  | Serie A   | 0     | 0      | –                | –     | –      |
| 2010/11 | US Grosseto (wyp.)     | Włochy  | Serie B   | 16    | 0      | –                | –     | –      |
| 2011/12 | Troyes AC              | Francja | Ligue 2   | 21    | 1      | –                | –     | –      |
| 2012/13 | Troyes AC              | Francja | Ligue 1   | 19    | 0      | –                | –     | –      |
| 2013/14 | Troyes AC              | Francja | Ligue 2   | 25    | 1      | –                | –     | –      |
| 2014/15 | Troyes AC              | Francja | Ligue 2   | 30    | 2      | –                | –     | –      |
| 2015/16 | Troyes AC              | Francja | Ligue 1   | 8     | 0      | –                | –     | –      |
| 2016/17 | Troyes AC              | Francja | Ligue 2   | 0     | 0      | –                | –     | –      |

Stan na: 24 lipca 2017 r.